# 激进学生联盟
激进学生联盟（缩写为RSU）是印度共产党（毛主义）的掩护机构，成立于1974年，2005年后不复存在。

## 历史
1974年10月12日在安得拉邦成立。起初它与印度共产党（马列）中央组织委员会有联系。第一副主席是CV Subbarao，他于1975年印度紧急状态开始几个月后被逮捕，直到1977年3月28日才被关进监狱。 起初该组织遭到残酷镇压，但在1977年3月紧急状态解除后又重新浮出水面。 第二任主席是Cherukuri Rajkumar，一直服务到1984年，后来成为纳萨尔派高级指挥官。 基申吉和Yalavarthi Naveen Babu是激进学生联盟在安得拉邦和德里的领导人。
激进学生联盟涉及的问题包括学校和福利院的条件、弱势群体的学校权益、反对新教育政策和“假遭遇战”。在早年，安得拉邦的激进学生联盟就应该只关注学生问题还是应该成为新民主主义革命的一部分以帮助进行土地革命而进行了很多辩论，最后选择了后者。1990年代中期，安得拉邦的激进学生联盟开始衰弱。激进学生联盟和其他毛派组织在安得拉邦被取缔，但在2004年，邦政府取消了禁令以允许和平谈判。同年，印度共产党（马列）人民战争与印度毛主义共产主义中心合并为印度共产党（毛主义）。
2005年8月17日，在安得拉邦立法议会议员奇特姆·纳尔西·雷迪被杀后，对印共（毛）及其掩护组织激进学生联盟、激进青年团和全印革命学生联合会的禁令重新实施。禁令一次又一次被延长。然而，在2010年之前，该组织已经不复存在。
据报道，2011年11月，毛派计划在安得拉邦恢复激进学生联盟和其他掩护团体，首先在森林地区，然后在平原地区。部落学生将利用腐败、学校设施差、缺乏教师和缺乏工作机会等问题动员起来。然而，他们不得不从头开始。